# Rivisondoli
Rivisondoli est une commune de la province de L'Aquila, dans la région des Abruzzes, en Italie.

## Administration
| Période                                  | Période  | Identité           | Étiquette       | Qualité |
| ---------------------------------------- | -------- | ------------------ | --------------- | ------- |
| 30 mai 2006                              | En cours | Roberto Ciampaglia | Centro-Sinistra |         |
| Les données manquantes sont à compléter. |          |                    |                 |         |

### Communes limitrophes
Barrea, Castel di Sangro, Pescocostanzo, Rocca Pia, Roccaraso, Scanno.